# 제56회 베네치아 국제 영화제
제56회 베네치아 국제 영화제는 1999년 9월 1일에 열린 시상식이다. 이탈리아 베니스에서 개최되었다.

## 수상 및 후보

### 황금사자상
- 책상 서랍 속의 동화 - 장이머우 수상

### 은사자상-감독상
- 17년 후 - 장위엔 수상

### 볼피컵 여우주연상
- 포르노그래픽 어페어 - 나탈리 베이 수상

### 볼피컵 남우주연상
- 뒤죽박죽 - 짐 브로드벤트 수상

### 심사위원 특별상
- 바람이 우리를 데려다 주리라 - 압바스 키아로스타미 수상